# Hebrus schillhammeri
Hebrus schillhammeri – gatunek nawodnych pluskwiaków różnoskrzydłych z rodziny błotnicowatych.
Gatunek ten został opisany w 2011 roku przez Herberta Zettela na podstawie pojedynczego, długoskrzydłego samca, odłowionego w 2003 roku w strumieniu Pagoda w Parku Narodowym Alaungdaw Kathapa. Epitet gatunkowy nadano na cześć Haralda Schillhammera.
Pluskwiak o ciele długości 1,82 mm. Głowę i przedplecze ma z wierzchu głównie i po bokach brązowe, a od spodu żółtawe, pierwszy człon czułków i odnóża żółte, a odwłok i przednie skrzydła czarniawe, przy czym na tych ostatnich białawe znaki. 
Głowa, przedplecze, tarczka i wyniosłość zaplecza pokryte drobnymi, szarawymi lub niebieskawymi łuskami i bardzo długimi, brązowymi, sterczącymi i zakrzywionymi szczecinkami. Przykrywka jest pokryta omszeniem barwy złotej i sterczącymi, długimi, brązowe szczecinki, haczykowato zakrzywionymi na wierzchołkach. Narządy rozrodcze samca o bardzo małym pygoforze i proktigerze. Paramery są zredukowane, jasne i jajowate.
Owad znany wyłącznie z lokalizacji typowej w birmańskiej prowincji Sikong.